# Assedio di Diaoyucheng
L'assedio di Diaoyucheng, o assedio del castello di Diaoyu, fu una battaglia della campagna mongola contro i Song del 1259 svoltasi presso la fortezza di Diaoyu, nell'odierno distretto di Hechuan, Chongqing, in Cina. Möngke Khan, quarto khagan dell'Impero mongolo, perse la vita in questa battaglia, facendone l'unica battaglia in cui i mongoli persero il loro khagan durante una campagna di conquista. Questa battaglia fu preceduta dalla presa di Baghdad (1258). L'assedio di Diaoyucheng si tradusse in una battuta d'arresto per la conquista mongola della Cina meridionale, allora nelle mani della dinastia Song.

## Antefatti
L'impero mongolo sotto Gengis Khan conquistò vaste terre e soggiogò nazioni. L'ultima battaglia di Gengis Khan fu combattuta nel Xia occidentale ma la sua vita era giunta al termine prima che potesse conquistarla. I suoi successori portarono avanti la sua ambizione. Nell'anno 1234, i Mongoli sconfissero i Jīn con l'assistenza dei Song.
Nello stesso anno, i Song tentarono di riprendersi i territori settentrionali persi secoli prima in favore degli allora vittoriosi Jin ma, nel settembre 1234, i mongoli risposero con l'assedio di Luoyang, avviando la guerra con i Song. L'esercito Song che deteneva Luoyang era a corto di scorte di cibo. Inoltre, i mongoli condussero l'acqua del fiume Giallo in città causando gravi perdite tra l'esercito Song.
La caduta di Luoyang fu semplicemente un prologo di una serie di battaglie che durarono decenni. I mongoli, comunque, incolparono i Song di «aver rotto l'alleanza.»

## Nel Sichuan
Dopo il 1234, i mongoli lanciarono una guerra a tutto campo contro i Song. Hanno attaccato sia dal fianco orientale che da quello occidentale, paralizzando le difese cinesi. Nonostante questi successi militari iniziali, l'esercito Song è riuscito a vendicarsi. Non è stato fatto alcun progresso significativo.
Sotto il comando di Meng Gong, Yu Jie e altri generali, l'esercito Song respinse l'avanzata dei mongoli. Nel Sichuan, Meng Gong guidò l'esercito Song mentre manteneva la sua posizione contro i mongoli nel 1239 e nel 1240.

## Difesa di Yu Jie
Nel 1243, Yu Jie fu nominato comandante dell'esercito Song nel Sichuan. Quando arrivò effettivamente nel Sichuan, scoprì che, a causa dell'invasione mongola, la regione del Sichuan era in uno stato di anarchia. L'esercito Song è stato in grado di difendersi formando unità militari più piccole che non avevano la superiorità l'una sull'altra. Per invertire la terribile situazione nel Sichuan, Yu ha chiesto consiglio alle persone sotto il suo comando. Ran Lian e Ran Pu, due eremiti di Bozhou, andarono nel suo ufficio e gli offrirono il progetto di costruire un castello a Hechuan. In particolare, il piano era di costruire un castello sulla montagna Diaoyu di Hechuan. Hechuan si trova all'ingresso orientale della regione del Sichuan, i mongoli dovettero oltrepassarlo prima di avanzare ulteriormente nell'interno del Sichuan. Pertanto, la montagna Diaoyu era un ottimo punto di osservazione difensivo per l'esercito Song.
Yu Jie ordinò la costruzione di dozzine di castelli in diverse contee e fece di questi castelli il centro amministrativo del governo locale. Tutti i castelli che furono costruiti erano situati sulle cime delle montagne che li rendevano estremamente formidabili contro qualsiasi offensiva. Il castello di Diaoyu fu costruito nel marzo 1243 e divenne il centro amministrativo della contea di Hechuan.
Nel frattempo, i mongoli iniziarono a coltivare terre nei territori occupati nel Sichuan. Questa azione afflisse l'esercito Song poiché non sarebbe stato in grado di recuperare questi territori perduti una volta che i mongoli avessero acquisito una fonte permanente di cibo e rifornimenti.

## Offensiva di Möngke
La situazione di stallo a lungo termine tra Song e Mongoli durò fino al 1258. Dopo aver ricevuto la notizia di Hulagu che riportava la presa di Baghdad e del suo califfo, Möngke Khan decise di rompere la situazione di stallo guidando lui stesso un grande esercito nel Sichuan. Ordinò anche a suo fratello minore Kublai di marciare verso Hangzhou, la capitale di Song. L'offensiva consisteva in tre ondate di eserciti. Möngke guidò le sue truppe attraverso il passo Dasan ed entrò nella città di Hanzhong mentre le altre due ondate di forze in avanzamento si diressero verso il passo Micang e Mianzhou.
La resistenza dell'esercito Song nel Sichuan fu inefficace. Nella primavera del 1259, Möngke raggiunse la città di Hechuan. Per prendere Hechuan, i mongoli dovettero catturare il castello di Diaoyu.

## Assedio del castello di Diaoyu
L'assedio di Möngke al castello di Diaoyu iniziò tra il 24 febbraio e il 25 marzo 1259. L'assedio durò circa cinque mesi. Il comandante delle forze Song nel castello era Wang Jian. Möngke inviò il suo generale Wang Dechen come avanguardia dell'esercito mongolo. I mongoli inizialmente tentarono di sfondare i cancelli del castello. Quando questa strategia si dimostrò inefficace, iniziarono le incursioni notturne nella parte esterna del castello sulle strutture difensive minori. Sebbene all'inizio queste incursioni sorpresero l'esercito Song, i mongoli non furono in grado di irrompere nel castello. Durante questi tentativi, Wang Dechen è stato ucciso da un manganello Song.
Nel settimo mese del primo anno di Kaiqing, Möngke stava rinunciando al piano originale di catturare il castello e invece, per inviare le sue forze rimanenti ad attaccare Chongqing, tuttavia, la fortezza di Diaoyu si sarebbe presto rivelata il suo luogo di morte, poiché Möngke morì durante l'assedio. Le fonti differiscono su come Möngke sia effettivamente morto: fonti cinesi affermano che Möngke è stato ferito a morte dal fuoco dell'artiglieria da una granata o da un proiettile di pietra da un colpo di cannone o da un trabucco, o da un dardo di una freccia di balestra (questa affermazione è corroborata dagli scritti del Il monaco siriaco Barebreo), mentre fonti persiane suggeriscono che Möngke sia morto per malattie infettive come la dissenteria o il colera (fonti cinesi confermano l'esistenza di un focolaio durante l'assedio).
Dopo aver ricevuto la notizia della morte del fratello, Kublai decise di ritirare le sue truppe. Ha minacciato i Song che avrebbe attaccato Lin'an, la loro capitale, per scoraggiare ogni possibile rappresaglia da parte degli eserciti Song. La sua strategia si è rivelata efficace. Il primo ministro di Song Jia Sidao ha presto inviato il suo ambasciatore a negoziare un trattato di pace.
Il castello di Diaoyu rimase nelle mani degli eserciti Song. I mongoli sotto Kublai tentarono di prenderlo nel 1263 ma fallirono di nuovo. Nel decennio successivo, i mongoli tornavano regolarmente al castello ogni autunno. Nel 1279, la guarnigione del castello di Diaoyu si arrese ai mongoli due mesi prima della fine della dinastia Song; i comandanti si suicidarono piuttosto che giurare fedeltà ai mongoli.

## Conseguenze
Dal 1246 al 1279, la resistenza cinese alla conquista mongola nella regione del Sichuan durò 36 anni. L'inaspettata ostinata difesa della guarnigione cinese nel castello di Diaoyu causò molti problemi ai mongoli, come la sconfitta mongola in Egitto riportata nella battaglia di Ayn Jalut a seguito dell'improvvisa ritirata di Hulagu dopo la morte di Möngke.
La morte di Möngke portò alla Dissoluzione dell'Impero mongolo. Hulagu rimase permanentemente in Persia mentre Kublai e Ariq Böke cercarono di impadronirsi del titolo di Khagan. La dinastia Song fu temporaneamente salvata dall'orlo della distruzione. Tuttavia, Kublai alla fine segnò la fine della dinastia Song nell'anno 1279, 20 anni dopo l'assedio del castello di Diaoyu. Entrambi gli eventi erano irreversibili e avevano un grande significato nella storia cinese, mongola e mondiale.

### Fonti
- (MN) Монголын Нууц Товчоо (Mongolyn Nuuc Tovčoo) [Storia segreta dei Mongoli], 1240. ed.  Sergei Kozin (a cura di), Storia segreta dei Mongoli, traduzione di M. Olsùfieva, Guanda, 2021  [1988], ISBN 9788823525818.
- (LA) Giovanni da Pian del Carpine, Historia Mongalorum, post-1247.
- (AR) Rashid al-Din Hamadani, Jami' al-tawarikh, XIV secolo. ed. (EN) Rashid al-Din Hamadani, The Successors of Genghis Khan, traduzione di John Andrew Boyle, Columbia University Press, 1971.

### Studi
- (EN) David Morgan, The Mongols, Wiley-Blackwell, 1986, ISBN 0-631-17563-6.
- (EN) Weimu Tang, Collection of historical documents concerning Hechuan and Diaoyu Castle, Library of Hechuan county, 1979.